# Nunatak Minina
Der Nunatak Minina (Transkription von russisch Нунатак Минина) ist ein Nunatak im ostantarktischen Mac-Robertson-Land. Er ragt 26 km nördlich der Anare-Nunatakker in den Stinear-Nunatakkern auf.
Russische Wissenschaftler benannten ihn. Der weitere Benennungshintergrund ist nicht überliefert.